# クマノコガイ
クマノコガイ（熊の子貝）、学名 Tegula xanthostigma は、クボガイ科に分類される古腹足亜綱の巻貝の一種。本州中部から台湾までの温暖な岩礁海岸で見られる小型で、食用に漁獲されることもある。和名末尾の「貝」を省略し、クマノコと呼ばれることもある。

## 特徴
殻
成貝は殻高・殻径とも35mmに達するが、15-30mmほどの個体が多い。貝殻はやや丸みを帯びた円錐形で上面に細かい成長肋が斜めに走るが、ほぼ平滑である。殻上面の色は一様に鈍い黒で、個体によっては褐色や緑色を帯びる。ただし海岸に打ち上げられ日光や波浪に晒された死殻は灰色や紫褐色に褪色する。さらに表面の磨耗が進むと弱い光沢のある真珠層が現れるものもいる。若い個体は螺塔が低くそろばん珠のような外見で、殻上面に2本の螺肋がある。成長すると螺塔が高くなって円錐形に近くなり、螺肋もなくなる。
殻の底面は上面よりもいくらか白っぽく、特に殻口周辺は真珠光沢も出る。殻底中心部は緑色か橙色を帯び、クボガイ属に共通する特徴を示す。臍孔はくぼむが、はっきりとした孔は開かない。蓋は革質・多旋型で褐色をしている。
和名は殻上面の質感がクマの毛皮を想わせることに由来する。殻上面が黒一色で肋もごく細かいことから、クボガイ、コシダカガンガラ、オオコシダカガンガラ、バテイラなどの類似種とは容易に区別できる。属名"Chlorostoma"は「緑色の口」の意で臍域の色から、種小名の"xanthostigma"は「黄色のスティグマ」の意で、おそらくは成貝の殻頂が磨滅して黄色く見える個体が多いことに由来する。
軟体
軟体のうち、露出部はほぼ全体が真っ黒だが、足の裏側は淡肉色～黄白色。殻内に収められている部分は概ね黄白色だが、成貝では巻き始めの部分（生殖腺）の色が雌雄で異なり、メスは暗緑色、オスは黄白色である。

## 生態
能登半島・福島県から台湾までの温暖な海岸に分布し、岩礁や転石からなる海岸の満潮線から水深10mほどまでに生息する。日中は生貝は岩石の隙間や石の下に潜んでいることが多く、目に付くような岩石の表面に出ているものはたいていヤドカリが入っている。また本種はクボガイやコシダカガンガラなどより比較的高所まで進出し、満潮線付近の石の下でイシダタミ、クビレクロヅケ、タマキビなどと同所的に見られることもある。巻貝類としては運動は比較的活発で、逃げるときには石の表面などを滑るように移動する。

## 分類
原記載
- Chlorostoma xanthostigma A. Adams, 1853  Proc. Zool. Soc. London  pt.19 (1851): p. 183, no. 32.
- 産地：”――― ?” （不明）

分類された科の変遷
本種が分類される Tegula 属は19世紀から21世紀初頭までは一貫してニシキウズガイ科に置かれ、1971年には同科内にクボガイ亜科 Tegulinae が創設されてそこに分類されていたが、2008年に分子系統解析の結果からクボガイ亜科をニシキウズガイ科からリュウテン科（サザエ科）に分類する論文が発表された。ただしこの頃から一部ではクボガイ亜科を独立のクボガイ科として扱う研究者がおり、2012年には分子系統解析からもクボガイ科として独立させるべきとする論文が発表された。これにより海産生物のデータベースWoRMSでもそのように扱われるようになった。本項の分類は古腹足類を亜綱とすることを含めWoRMSに従っている。

### 類似種

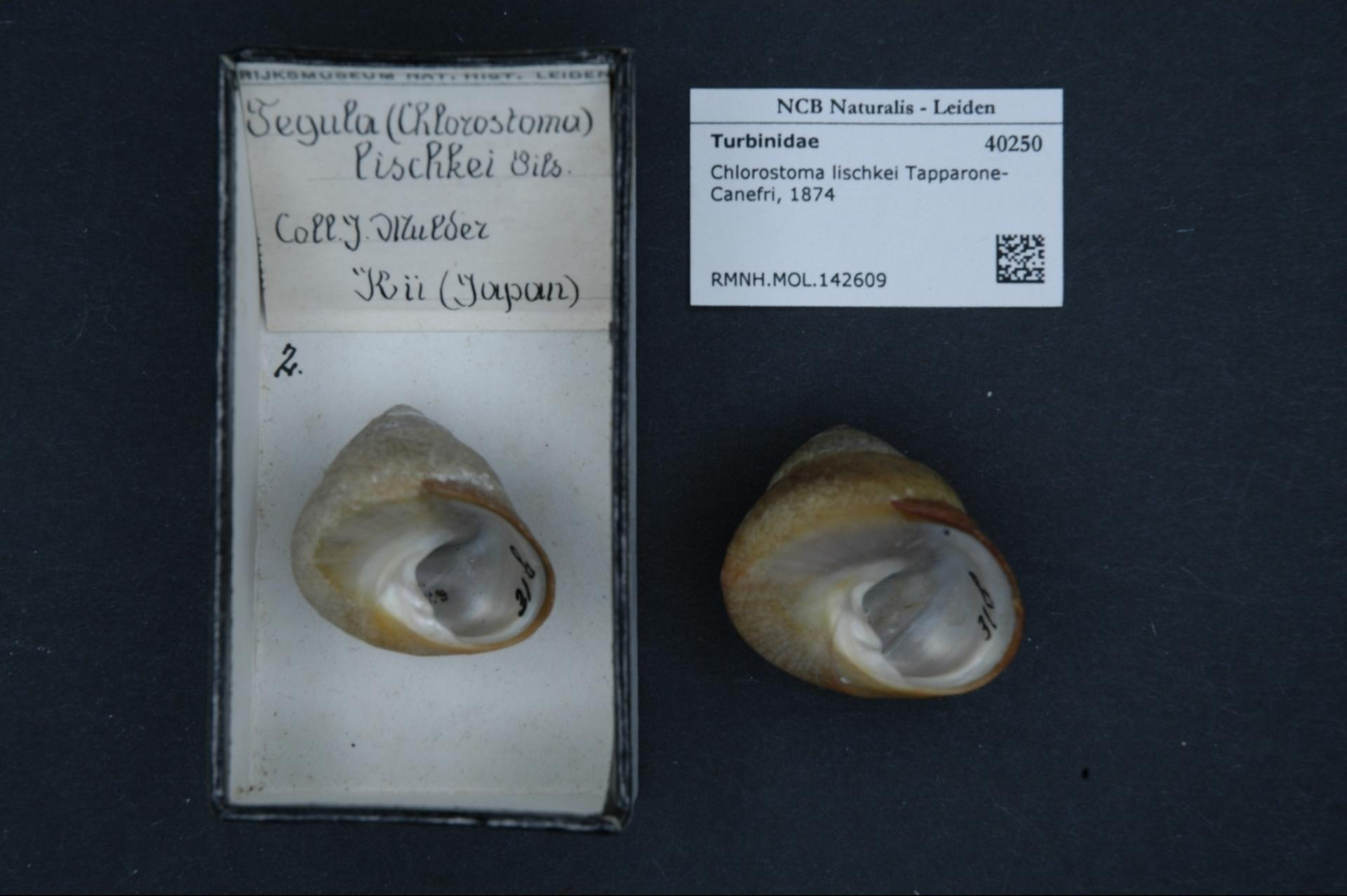
クサイロクマノコガイ（和歌山県産）

- クサイロクマノコガイ Tegula kusairo Yamazaki, Hirano, Chiba & Fukuda, 2020[6]

クマノコガイに似て貝殻外面が緑色を帯びる。古くは Chlorostoma lischkei Pilsbry, 1889 の学名で記載されたが、その後はクマノコガイの種内変異と見なされて異名扱いとされてきたため注目されてこなかった。しかし遺伝子の研究から別種であることが判明し、また旧来の学名 Chlorostoma lischkei は C. lischkei Tapparone-Canefri, 1874の一次新参同名であることから無効名となるため、2020年に新学名 kusairo が与えられて再記載された。

## 人との関係
分布域の沿岸では類似種と共に徒手採捕で漁獲され、塩茹で、味噌汁、煮物などで食用にされる。